# Emiliana Torrini
Emilíana Torrini Davíðsdóttir (Reykjavík, 16 de maio de 1977) é uma cantora e compositora islandesa, mais conhecida por seu single de 2009, Jungle Drum, e pela performance na música Gollum's Song, do filme de Peter Jackson, O Senhor dos Anéis: As Duas Torres.

## Infância
Torrini nasceu na Islândia, onde cresceu em Kópavogur. Aos 7 anos de idade, ela se juntou a um coral como soprano, que durou até que fosse para a escola de ópera aos 15 anos. Ela ficou conhecida na Islândia em 1994, quando ganhou uma competição musical estudantil aos 17 anos com a música "I Will Survive".
Seu pai era italiano e sua mãe islandesa. Por causa do regulamento de nomes da Islândia, seu pai, Salvatore Torrini teve que mudar seu nome para Davíð Eiríksson, o que também implicou que Torrini tivesse que usar o sobrenome depois do antigo: Emiliana Torrini Davíðsdóttir. Anos depois, as regulações nominais mudaram, e ela foi permitida a usar seu sobrenome original.
Ela cresceu com seus pais na Islândia. Seu pai possuía e operava um conhecido restaurante italiano, onde ela trabalhou como garçonete. Depois de uma temporada de shows em Londres, Torrini decidiu ficar e morar lá. Ela só tem um filho, que nasceu em 6 de setembro de 2010.[carece de fontes?]

## Colaborações
Integrou um grupo artístico islandês chamado GusGus, e contribui com sua voz para muitas músicas em sua estreia no álbum Polydistortion, mais notável na música "Why", que ela algumas vezes interpretou ao vivo. Ela coescreveu a música de Kylie Minogue, "Slow", para o seu álbum Body Language de 2003.[carece de fontes?]
Ela também produziu "Slow" juntamente com Dan Carey; os dois foram indicados ao Grammy de 2005 por seu trabalho na música. Antes disso, ela contribuiu para a músicas para a Thievery Corporation em 2002. Também em 2002, Torrini cantou na música de Paul Oakenfold "Hold Your Hand", tirada do álbum Bukka. Torrini excursionou com Moby, Sting, Dido, Travis e Adem. Torrini, também, interpretou a música Gollum's Song para o filme O Senhor dos Anéis: As Duas Torres, de Peter Jackson.[carece de fontes?]

## Álbuns
Os álbuns da cantora são:[carece de fontes?]
- Spoon (1994)
- Crouçie D'où Là (1995)
- Merman (1996)
- Love in the Time of Science (1999)
- Rarities (2000)
- Fisherman's Woman (2005)
- Me And Armini (2008)
- Tookah (2013)